# Nymphicula
Nymphicula is een geslacht van vlinders van de familie van de grasmotten (Crambidae), uit de onderfamilie van de Acentropinae. De wetenschappelijke naam en de beschrijving van dit geslacht zijn voor het eerst gepubliceerd in 1880 door Pieter Snellen.

## Soorten
- Nymphicula acuminatalis Snellen, 1880
- Nymphicula adelphalis Agassiz, 2014
- Nymphicula albibasalis Yoshiyasu, 1980
- Nymphicula albidorsalis Speidel, 1998
- Nymphicula argyrochrysalis (Mabille, 1900)
- Nymphicula atriterminalis (Hampson, 1917)
- Nymphicula australis (C. Felder, R. Felder & Rogenhofer, 1875)
- Nymphicula banauensis Speidel, 2003
- Nymphicula beni Agassiz, 2014
- Nymphicula blandialis (Walker, 1859)
- Nymphicula bombayensis (Swinhoe & Cotes, 1889)
- Nymphicula callichromalis (Mabille, 1878)
- Nymphicula capensis (Hampson, 1906)
- Nymphicula cheesmanae Agassiz, 2014
- Nymphicula christinae Agassiz, 2014
- Nymphicula concaviuscula You, Li & Wang, 2003
- Nymphicula conjunctalis Agassiz, 2014
- Nymphicula cyanolitha (Meyrick, 1886)
- Nymphicula diehlalis (Marion, 1957)
- Nymphicula drusiusalis (Walker, 1859)
- Nymphicula eberti Speidel, 1998
- Nymphicula edwardsi Agassiz, 2014
- Nymphicula fionae Agassiz, 2014
- Nymphicula hampsoni Agassiz, 2014
- Nymphicula hexaxantha Agassiz, 2012
- Nymphicula infuscatalis Snellen, 1880
- Nymphicula insulalis Agassiz, 2014
- Nymphicula irianalis Agassiz, 2014
- Nymphicula junctalis (Hampson, 1891)
- Nymphicula kinabaluensis Mey, 2009
- Nymphicula lactealis Agassiz, 2014
- Nymphicula lifuensis Agassiz, 2014
- Nymphicula luzonensis Yoshiyasu, 1997
- Nymphicula manilensis Sauber, 1899
- Nymphicula mesorphna (Meyrick, 1894)
- Nymphicula meyi Speidel, 1998
- Nymphicula michaeli Agassiz, 2014
- Nymphicula mindorensis Speidel, 2003
- Nymphicula monticola Agassiz, 2014
- Nymphicula morimotoi Yoshiyasu, 1997
- Nymphicula negrosensis Speidel, 2003
- Nymphicula nigristriata (Hampson, 1917)
- Nymphicula nigritalis (Hampson, 1893)
- Nymphicula nigrolunalis Speidel, 1998
- Nymphicula nokensis Agassiz, 2014
- Nymphicula nyasalis (Hampson, 1917)
- Nymphicula ochrepunctalis Agassiz, 2014
- Nymphicula patnalis (C. Felder, R. Felder & Rogenhofer, 1875)
- Nymphicula perirrorata (Hampson, 1917)
- Nymphicula plumbilinealis Agassiz, 2014
- Nymphicula queenslandica (Hampson, 1917)
- Nymphicula saigusai Yoshiyasu, 1980
- Nymphicula samarensis Speidel, 2003
- Nymphicula samoensis Agassiz, 2014
- Nymphicula silauensis Mey, 2009
- Nymphicula stipalis Snellen, 1880
- Nymphicula submarginalis Agassiz, 2014
- Nymphicula susannae Agassiz, 2014
- Nymphicula tariensis Agassiz, 2014
- Nymphicula torresalis Agassiz, 2014
- Nymphicula trimacula (Hampson, 1891)
- Nymphicula tripunctata Yoshiyasu, 1987
- Nymphicula xanthobathra (Meyrick, 1894)
- Nymphicula xanthocostalis Agassiz, 2014
- Nymphicula yoshiyasui Agassiz, 2002
- Nymphicula zambalensis Speidel, 2003